# Utetheisa devriesi
Utetheisa devriesi är en fjärilsart som beskrevs av Hayes 1975. Utetheisa devriesi ingår i släktet Utetheisa och familjen björnspinnare. Inga underarter finns listade i Catalogue of Life.